# Negoslavci
Negoslavci (serbe : Негославци) est un village et une municipalité située dans le comitat de Vukovar-Syrmie, en Croatie. Au recensement de 2001, la municipalité comptait 1 466 habitants, dont 96,59 % de Serbes ; la municipalité et le village étaient confondus.

## Localités
La municipalité de Negoslavci ne compte qu'une seule localité, le village éponyme de Negoslavci.